# Kitalpha
Kitalpha (alpha Equulei) is de helderste ster in het sterrenbeeld Veulen (Equuleus) en een massa van 2,72 zonnemassa's.
De ster staat ook bekend als Kitel Phard en Kitalphar. De naam is afkomstig van het Arabisch : قطعة الفرس 
wat "een deel van het paard" betekent.